# Waihola
La ville de Waihola est une localité située dans la région d'Otago, dans l'Île du Sud de la Nouvelle-Zélande.

## Situation
Le centre ville de Waihola siège entre la cité de Dunedin et la ville de Milton.
Elle est située tout près de la berge sud-est d’un lac peu profond soumis à la marée nommée le  lac Waihola (en), qui partage son nom avec la ville.

## Toponymie
Le nom de Waihola est considéré comme étant l'analogue du mot wai-hora, signifiant.
Le nom de la place pour la localisation de la ville de Waihola n'est pas considéré comme un nom officiel d’emplacement par le NZ Geographic Names Board.
Ce nom de place crée aussi quelques intérêts dans la mesure ou l'alphabet de la langue Māori bet ne contient pas normalement la lettre 'L'.
C’est probablement un exemple d’un dialecte ancien des premiers Māori du sud,,,.

## Accès
La ville est localisée sur le trajet de la State Highway 1 et de la ligne de chemin de fer de la ligne principale de l’île du Sud (en), qui passent à travers elle, bien que plus aucun train ne s’y arrête.
Le centre-ville est situé dans les limites du district de Clutha.

## Démographie
Waihola est décrit par Statistics New Zealand comme un village rural.
Il couvre une surface de 1,63 kilomètres carrés ( Unité «  » inconnue du modèle {{Conversion}}.), et a une population estimée à 510 habitants en juin 2024 avec une densité de population de 313 personnes par km2.
C’est une partie de l’aire statistique plus large de Bruce.
La localité de Waihola avait une population de 399 habitants lors du recensement néo-zélandais de 2018, en augmentation de 45 personnes (12,7 %) depuis le recensement néo-zélandais de 2013 et en augmentation de 123 personnes (44,6 %) depuis le recensement de 2006 en Nouvelle-Zélande.
Il y avait 168 logements comprenant  204 hommes et 198 femmes, donnant un sexe-ratio de 1,03 homme pour une femme, avec 75 personnes (18,8 %) âgées de moins de 15 ans, 36 personnes (9,0 %) âgées de 15 à 29 ans, 195 personnes (48,9 %) âgées de 30 à 64 ans et  90 personnes (22,6 %) âgées de 65 ans ou plus.
L’ethnicité était pour 94,0 % européens/Pākehās, 10,5 % peuple Māoris, 1,5% d’origine asiatique (en) et 1,5 % d’une autre ethnicité.
Les personnes peuvent s’identifier avec plus d’une ethnicité en fonction de l’origine de leurs parents.
Bien que certaines personnes choisissent de ne pas répondre à la question du recensement concertant leur affiliation religieuse, 60,2 % n’ont aucune religion, 31,6 % sont chrétiens (en) et 3,0 %  ont une autre religion.
Parmi ceux d’au moins  15 ans d’âge, 48 personnes (14,8 %) ont une licence ou un degré universitaire supérieur et 93 personnes (28,7 %) n’ont aucune qualification formelle.
42 personnes  (13,0 %) gagnent plus de 70 000 $  comparée avec les 17,2 % au niveau national.
Le statut d’emploi de ceux d’au moins 15 ans d’âge était pour 153 personnes(47,2 %)  employées à plein temps, pour 45 personnes (13,9%) qui; étaient à temps partiel et 12 personnes(3,7 %) étaient sans emploi.

### Bruce
La zone statistique de Bruce, qui inclut aussi le village de Taieri Mouth, et qui est entouré mais n’inclut pas Milton, couvre une surface de 879,73 km2 et a une population estimée à 2 610 habitants en juin 2024 avec un densité de population de 3 personnes par km 2.
Le secteur de Bruce avait une population 2 250 habitants lors du Recensement Nouvelle-Zélande de 2018, en augmentation de 207 personnes(10,1 %) depuis le recensement néo-zélandais de 2013, et une augmentation de 678 personnes (43,1 %) depuis le recensement de 2006 en Nouvelle-Zélande.
Il y avait 780 logements, comprenant 1 317 hommes et 939 femmes, donnant un sexe-ratio de 1,4 homme pour une femme.
L’âge médian était de 43,0 ans (comparé avec les 37,4 ans au niveau national), avec 399 personnes (17,7 %) âgées de moins de 15 ans, 330 personnes (14,7 %) âgées de 15 à 29 ans, 1 182 personnes (52,5 %) âgées de 30 à 64 ans et 342 personnes (15,2 %) âgées de 65 ans ou plus.
L’ethnicité était pour 90,3 % européens/Pākehās, 13,3 % Māoris, 1,2 % personne originaire des îles du Pacifique (en), 1,7 % d’origine asiatique (en), et 2,0 % d’une autre ethnicité.
Les personnes peuvent s’identifier de plus d’une ethnicité selon l’origine de leurs parents.
Le pourcentage de personnes nées outre-mer était de 10,9 %, comparé avec les 27,1% au niveau national.
Bien que certaines personnes choisissent de ne pas répondre à la question du recensement concernant leur affiliation religieuse, 57,5 % n’ont aucune religion, 30,7 % sont chrétiens (en), 0,9 % ont des croyances religieuses Māori (en), 0,3 % sont hindouistes (en), 0,3 % sont musulmans, 0,7 % sont bouddhistes (en) et 2,3 % ont une autre religion.
Parmi ceux d’au moins 15 ans d’âge, 225 personnes (12,2 %) ont une licence ou un degré universitaire supérieur et 426 personnes(23,0 %) n’ ont aucune qualification formelle.
Le revenu médian était de 28 600 $, comparé avec les 31 800 $ au niveau national.
210 personnes (11,3 %) gagnent plus de 70 000 $ comparé avec les 17,2 % au niveau national.
Le statut d’emploi de ceux d’au moins 15 ans d’âge était pour 882 personnes (47,6 %) sont employées à temps plein, 300 personnes (16,2 %) sont à temps partiel, et 66 personnes (3,6 %) sont sans emploi.

## Tourisme
Waihola est une destination populaire pour des promenades de la journée à partir de la ville de Dunedin car elle est localisée à 35 kilomètres vers le nord et le lac est un lieu réputé pour de nombreux sports d’eau, comprenant le ski nautique, l'aviron et le yachting.

### Lac Waihola Waipori Wetlands
Les 2 175 hectare de l’ensemble des terrains humides des lacs Waihola et Waipori est un des plus importants et des plus significatifs des restes de terrains bas et humides de la Nouvelle-Zélande.
C’est un écosystème divers et hautement productif, qui accueille des espèces en danger d’extinction, telles que le kokopu géant et la forme de l’Île du sud du Mégalure matata ou Poodytes punctatus.
Le marais est d’une grande signification pour le Kai Tahu une zone de loisir importante pour la chasse et la pèche.

### Sinclair Wetlands|Te Nohoaka o Tukiauau
marais de Sinclair (en)

## Galerie

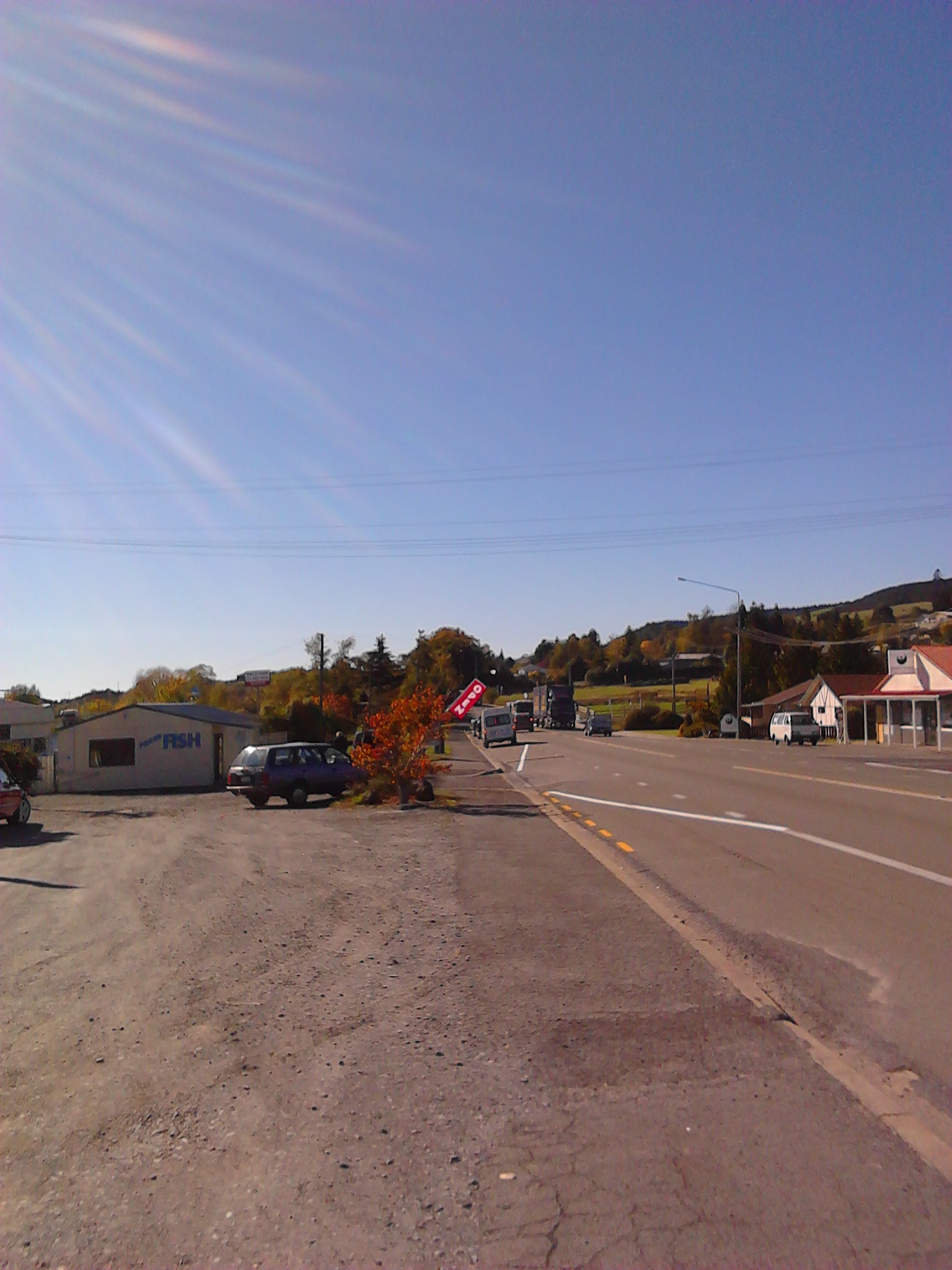
Route principale de la ville de Waihola en regardant vers le nord.
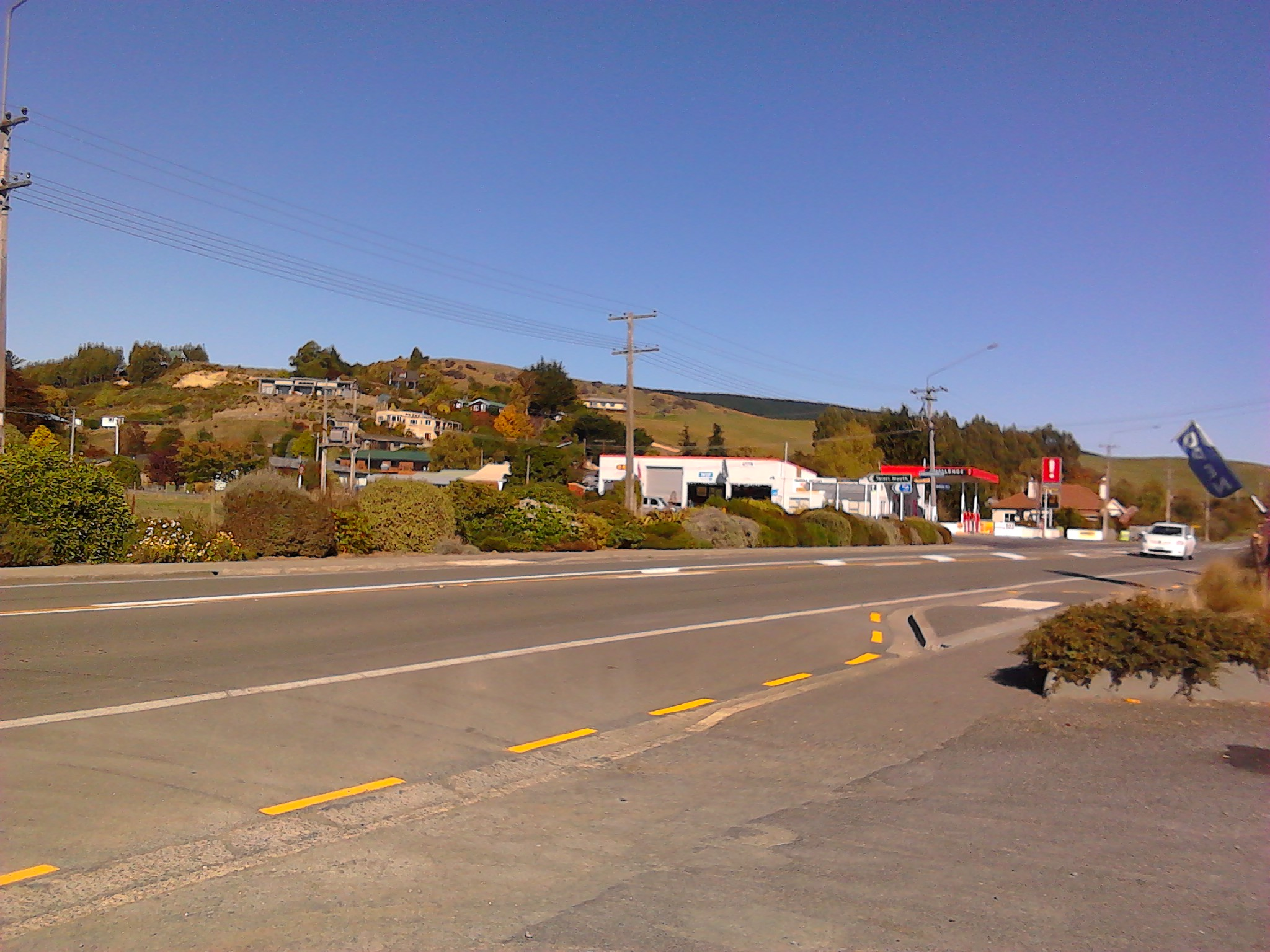
Maisons et station d’essence de la ville de Waihola
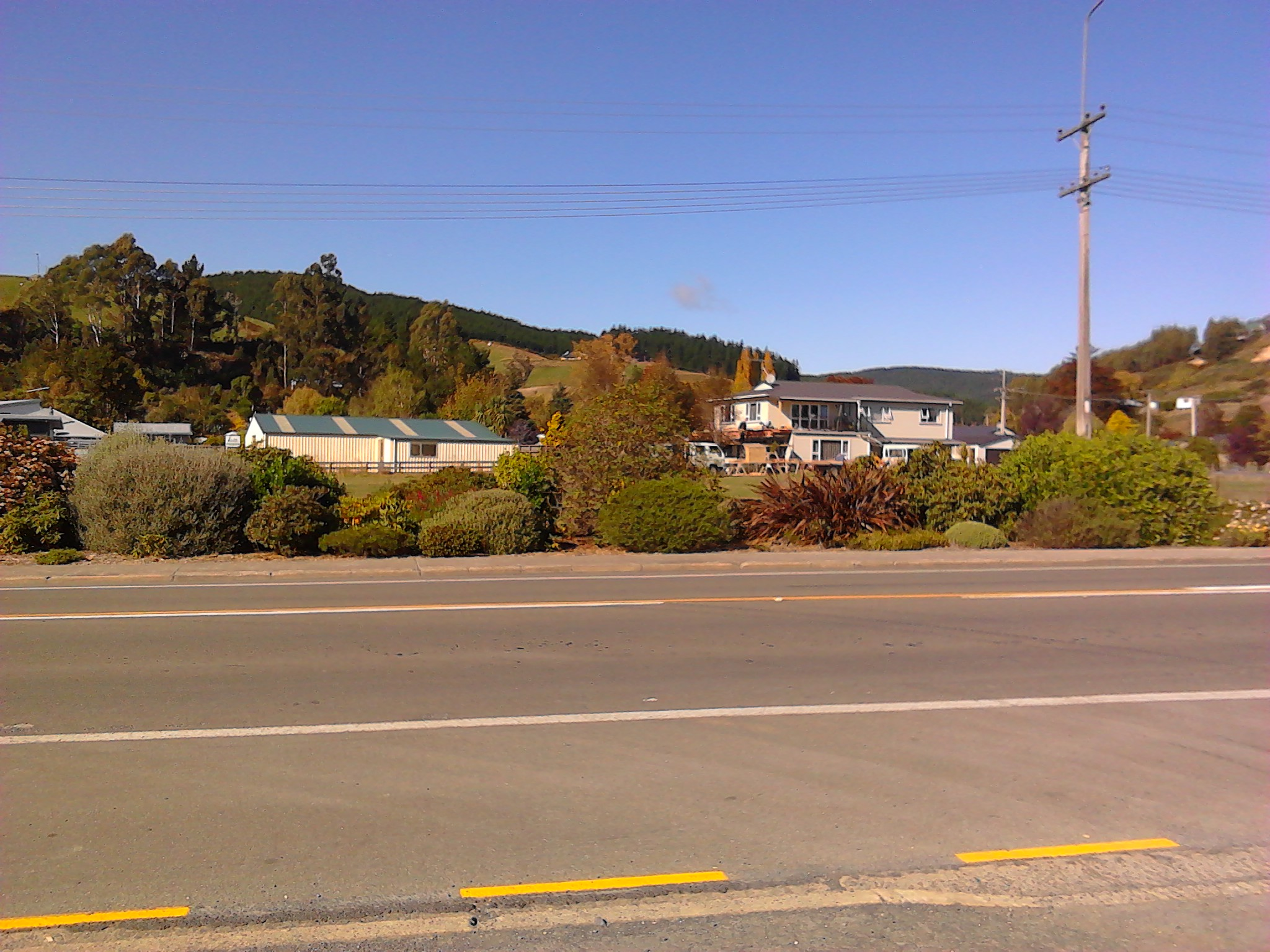
Maisons dans Waihola